# Hendra Bayauw
Hendra Adi Bayauw (sinh ngày 23 tháng 3 năm 1993) là một cầu thủ bóng đá người Indonesia hiện tại thi đấu cho Mitra Kukar ở Liga 1 ở vị trí tiền đạo chạy cánh.

## Sự nghiệp quốc tế
Hendra Bayauw được triệu tập và có màn ra mắt trước Philippines ngày 5 tháng 6 năm 2012.

## Thống kê sự nghiệp

### Câu lạc bộ
Tính đến match played
| Câu lạc bộ            | Mùa giải            | Giải vô địch                    | Giải vô địch | Giải vô địch | Cúp Quốc gia | Cúp Quốc gia | Châu Á  | Châu Á    | Khác    | Khác      | Tổng    | Tổng      |
| Câu lạc bộ            | Mùa giải            | Hạng đấu                        | Số trận      | Bàn thắng    | Số trận      | Bàn thắng    | Số trận | Bàn thắng | Số trận | Bàn thắng | Số trận | Bàn thắng |
| --------------------- | ------------------- | ------------------------------- | ------------ | ------------ | ------------ | ------------ | ------- | --------- | ------- | --------- | ------- | --------- |
| Persemalra Tual       | 2010                | Liga Indonesia Premier Division | 16           | 2            | —            | —            | —       | —         | —       | —         | 16      | 2         |
| Jakarta F.C.          | 2011                | Liga Primer Indonesia           | 19           | 5            | —            | —            | —       | —         | —       | —         | 19      | 5         |
| Persija Jakarta (IPL) | 2011–12             | Indonesia Premier League        | 16           | 5            | —            | —            | —       | —         | —       | —         | 16      | 5         |
| Semen Padang          | 2013                | Indonesia Super League          | 16           | 4            | —            | —            | 8       | 1         | 1       | 0         | 25      | 5         |
| Semen Padang          | 2014                | Indonesia Super League          | 22           | 2            | —            | —            | —       | —         | —       | —         | 22      | 2         |
| Semen Padang          | 2015                | Indonesia Super League          | 2            | 1            | 7            | 0            | —       | —         | —       | —         | 9       | 1         |
| Mitra Kukar           | 2016                | ISC A                           | 19           | 3            | —            | —            | —       | —         | —       | —         | 19      | 3         |
| Mitra Kukar           | 2017                | Liga 1                          | 0            | 0            | 0            | 0            | —       | —         | 0       | 0         | 0       | 0         |
| Tổng cộng sự nghiệp   | Tổng cộng sự nghiệp | Tổng cộng sự nghiệp             | 110          | 22           | 7            | 0            | 8       | 1         | 1       | 0         | 126     | 23        |

1. ↑  Số lần ra sân ở Cúp AFC
2. ↑  Appearance ở Indonesian Community Shield
3. ↑  Số lần ra sân ở Indonesia President's Cup

### Quốc tế
Bàn thắng của Indonesia liệt kê đầu tiên.
| Số lần ra sân và bàn thắng U-23 quốc tế | Số lần ra sân và bàn thắng U-23 quốc tế | Số lần ra sân và bàn thắng U-23 quốc tế | Số lần ra sân và bàn thắng U-23 quốc tế | Số lần ra sân và bàn thắng U-23 quốc tế | Số lần ra sân và bàn thắng U-23 quốc tế | Số lần ra sân và bàn thắng U-23 quốc tế |
| #                                       | Thời gian                               | Địa điểm                                | Đối thủ                                 | Kết quả                                 | Giải đấu                                | Bàn thắng                               |
| --------------------------------------- | --------------------------------------- | --------------------------------------- | --------------------------------------- | --------------------------------------- | --------------------------------------- | --------------------------------------- |
| 2012                                    |                                         |                                         |                                         |                                         |                                         |                                         |
| 1                                       | 5 tháng 7                               | Sân vận động Riau Main, Pekanbaru       | Úc                                      | 0–1                                     | Vòng loại Cúp bóng đá U-22 châu Á 2013  |                                         |
| 2                                       | 7 tháng 7                               | Sân vận động Riau Main, Pekanbaru       | Đông Timor                              | 2–0                                     | Vòng loại Cúp bóng đá U-22 châu Á 2013  |                                         |
| 3                                       | 10 tháng 7                              | Sân vận động Riau Main, Pekanbaru       | Ma Cao                                  | 2–1                                     | Vòng loại Cúp bóng đá U-22 châu Á 2013  | 2 (2)                                   |
| 4                                       | 12 tháng 7                              | Sân vận động Riau Main, Pekanbaru       | Nhật Bản                                | 1–5                                     | Vòng loại Cúp bóng đá U-22 châu Á 2013  |                                         |
| 5                                       | 15 tháng 7                              | Sân vận động Riau Main, Pekanbaru       | Singapore                               | 2–0                                     | Vòng loại Cúp bóng đá U-22 châu Á 2013  |                                         |
| 6                                       | 9 tháng 9                               | Sân vận động Gelora Bung Karno, Jakarta | Malaysia                                | 0–1                                     | SCTV Cup 2012                           |                                         |

Bàn thắng của Indonesia liệt kê đầu tiên.
| Số lần khoác áo và bàn thắng quốc tế | Số lần khoác áo và bàn thắng quốc tế | Số lần khoác áo và bàn thắng quốc tế                      | Số lần khoác áo và bàn thắng quốc tế | Số lần khoác áo và bàn thắng quốc tế | Số lần khoác áo và bàn thắng quốc tế | Số lần khoác áo và bàn thắng quốc tế |
| #                                    | Thời gian                            | Địa điểm                                                  | Đối thủ                              | Kết quả                              | Giải đấu                             | Bàn thắng                            |
| ------------------------------------ | ------------------------------------ | --------------------------------------------------------- | ------------------------------------ | ------------------------------------ | ------------------------------------ | ------------------------------------ |
| 2012                                 |                                      |                                                           |                                      |                                      |                                      |                                      |
| 1                                    | 5 tháng 6                            | Sân vận động Tưởng niệm Rizal, Manila                     | Philippines                          | 2–2                                  | Giao hữu                             |                                      |
| 2                                    | 15 tháng 9                           | Sân vận động Gelora Bung Tomo, Surabaya                   | Việt Nam                             | 0–0                                  | Giao hữu                             |                                      |
| 3                                    | 26 tháng 9                           | Sân vận động Sultan Hassanal Bolkiah, Bandar Seri Begawan | Brunei                               | 5–0                                  | Giao hữu                             | 1 (1)                                |
| 4                                    | 16 tháng 10                          | Sân vận động Quốc gia Mỹ Đình, Hà Nội                     | Việt Nam                             | 0–0                                  | Giao hữu                             |                                      |
| 2013                                 |                                      |                                                           |                                      |                                      |                                      |                                      |
| 5                                    | 31 tháng 1                           | Sân vận động Quốc gia Amman, Amman                        | Jordan                               | 0–5                                  | Giao hữu                             |                                      |

## Danh hiệu

### Danh hiệu câu lạc bộ
Semen Padang
- Indonesian Community Shield (1): 2013

### Danh hiệu cá nhân
- Indonesia Super League Rookie of the Year (1): 2014